# Kutabima
Kutabima is een bestuurslaag in het regentschap Cilacap van de provincie Midden-Java, Indonesië. Kutabima telt 7071 inwoners (volkstelling 2010).